# Tomáš Sýkora (ekonom)
Tomáš Sýkora (* 27. února 1968 Olomouc) je český ekonom, odborník na evropské právo, spisovatel a politolog.
Je uznávaným specialistou na ekonomiku a řízení podniku, včetně úspěšného řízení procesních týmů zaměstnanců. Dlouhodobě se zabývá implementací evropského práva do vnitrostátního právního řádu.
Od roku 2023 je členem zastupitelstva statutárního města Olomouce. Je autorem dvou knih, „Vídeňské vzpomínky“ a „Vůně moci“.

## Vzdělání
Tomáš Sýkora úspěšně absolvoval státní doktorskou zkoušku ve studijním programu Ekonomika a management (Ph.D.) na Fakultě managementu a ekonomiky, Univerzita Tomáše Bati ve Zlíně, v roce 2024. Dříve získal magisterský titul v oboru Evropská studia se zaměřením na evropské právo na Právnické fakultě Univerzity Palackého v Olomouci (2008–2012). Magisterský titul (Ing.) v oboru Podniková ekonomika a management získal na Ekonomické fakultě Vysoké školy báňské - Technické univerzity Ostrava (1998–2000). Bakalářský titul (Bc.) v oboru Andragogika v profilaci na personální management obdržel na Filozofické fakultě Univerzity Palackého v Olomouci (1995–1998). Své střední vzdělání zakončil maturitní zkouškou na Slovanském gymnáziu v Olomouci (1982–1986).

## Profesní kariéra
Od roku 2016 je Tomáš Sýkora rozhodcem zapsaným na seznamu Rozhodčího soudu při Hospodářské komoře České republiky a Agrární komoře České republiky v Praze. V letech 2016–2019 působil jako člen předsednictva tohoto soudu. Od roku 2014 je členem Rady pro komercializaci při Univerzitě Palackého v Olomouci a v letech 2014–2017 byl členem představenstva Hospodářské komory České republiky v Praze. Předtím zastával funkci předsedy Okresní hospodářské komory Olomouc a místopředsedy Krajské hospodářské komory Olomouckého kraje (2006–2015).

## Publikace
- Vídeňské vzpomínky
- Vůně moci